# Coelogyne pempahisheyana
Coelogyne pempahisheyana é uma espécie de orquídea epífita, família Orchidaceae, originária de Darjiling.